# جان بابتيست درويت
ولد جان بابتيست درويت من إيرلون (بالفرنسية: Jean-Baptiste Drouet d'Erlon)‏ 29 جويلية 1765 في ريمس و توفي في 25 جانفي 1844 في باريس ، عسكري فرنسي، من جنديً بسيط في الثورة، وأصبح جنرالا عام 1799 ، وحصل على كونت الامبراطورية من قبل نابليون ، الحاكم العام في الجزائر بين عامي 1834 و 1835 ، و تقلد على مارشال فرنسا عام 1843.

## سيرة
يأتي جان بابتيست درويت من عائلة من الحرفيين : جده ووالده نجارين ؛ تم تدريبه هو نفسه على أنه قفال بعد أن مر في عام 1782 إلى فوج بوجوليه، المتمركز في ليل .

### الثورة والإمبراطورية
في عام 1792 ، أصبح متطوعًا وقام بحملات في عامي 1793 و1794 و1795 و1796 لجيشي موسيل وسامبر وإيوز بصفته مساعدًا للجنرال ليفبفر . تمت ترقيته مساعدًا عامًا في 17 فبراير 1797 . ثم خدم في الجيش هانوفر . تم تعيينه العميد في 25 يوليو 1799 ، ثم عام التقسيم على 27 . وقاد فرقة من مشاة المشير برنادوت في 1805 ، وشارك في معركة أوسترليتز . في عام 1806 ، ميز نفسه خلال معركة يينا والاستيلاء على هالي . أصيب في معركة فريدلاند ، حيث كان رئيس أركان فيلق المشير لان . حصل في 29 مايو 1807 ، على لقب الضابط الكبير لجوقة الشرف .
في 1809 لعب دورا حاسما في اخضاع تيرول . من 1810 إلى 1814 ، خدم تحت قيادة أندريه ماسينا في إسبانيا والبرتغال وحقق العديد من النجاحات. كان يقود فرقة عسكرية في معركة فيتوريا. يصبح أحد مساعدي المارشال سولت . في عام 1814 ، شارك في معارك أدور وأورتيز و تولوز . انصبح كونت اورلون تحت الإمبراطورية.

### الترميم الأول والمائة يوم
تحت الترميم الأولى، وكان اسمه فارس سانت لويس، الوشاح الأكبر من وسام جوقة الشرف والقائد العام 16 فرقة عسكرية . على الرغم من هذا، وهو واحد من أول من أدرك I بعد عودته من جزيرة إلبا . تم القبض عليه 13 بصفته شريكًا في Lefebvre-Desnouettes الذي شكل مشروعًا لجمع كل القوى الموجودة في شمال فرنسا لتجربة اليد على باريس ؛ لكن قالب:Refnec قريبا إعادته إلى الحرية والسماح لها للاستيلاء على قلعة ليل .
خلال المائة يوم ، تم تسميته نظيرًا لفرنسا ويتلقى أمر 1الأول corps فيلق في الشمال . أثناء حملة بلجيكا في عام 1815 ، لا يمكنه المشاركة في أي من معركتي Ligny و Quatre-Bras المتزامنتين في 16 يونيو ، بسبب أوامر متناقضة من نابليون وني ، تحت قيادته كان وضعت من قبل الإمبراطور. ونتيجة لذلك، فهو مسؤول عن الهجوم الرئيسي في واترلو في 18 يونيو. على الرغم من القيمة التي يظهرها، فإن تدخله لا يزال عديم الفائدة :

### النفي والعودة إلى فرنسا (1815-1830)
بعد استسلام باريس، ذهب درويت مع فيلق جيشه وراء لوار . هو أحد الشخصيات الخاضعة للاعتقال الفوري بموجب المرسوم المؤرخ 24 يوليو 1815 (المادة 1) ، ونجح في مغادرة البلاد ولجأ إلى بروسيا في بايرويت . حُكم عليه بالإعدام غيابياً عام 1816 . في وقت لاحق، أسس مصنع الجعة في جميع أنحاء ميونيخ . برسم تشارلز العاشر أثناء التتويج، عاد إلى فرنسا في عام 1825 وعاش في التقاعد حتى ثورة 1830 .

### ملكية يوليو

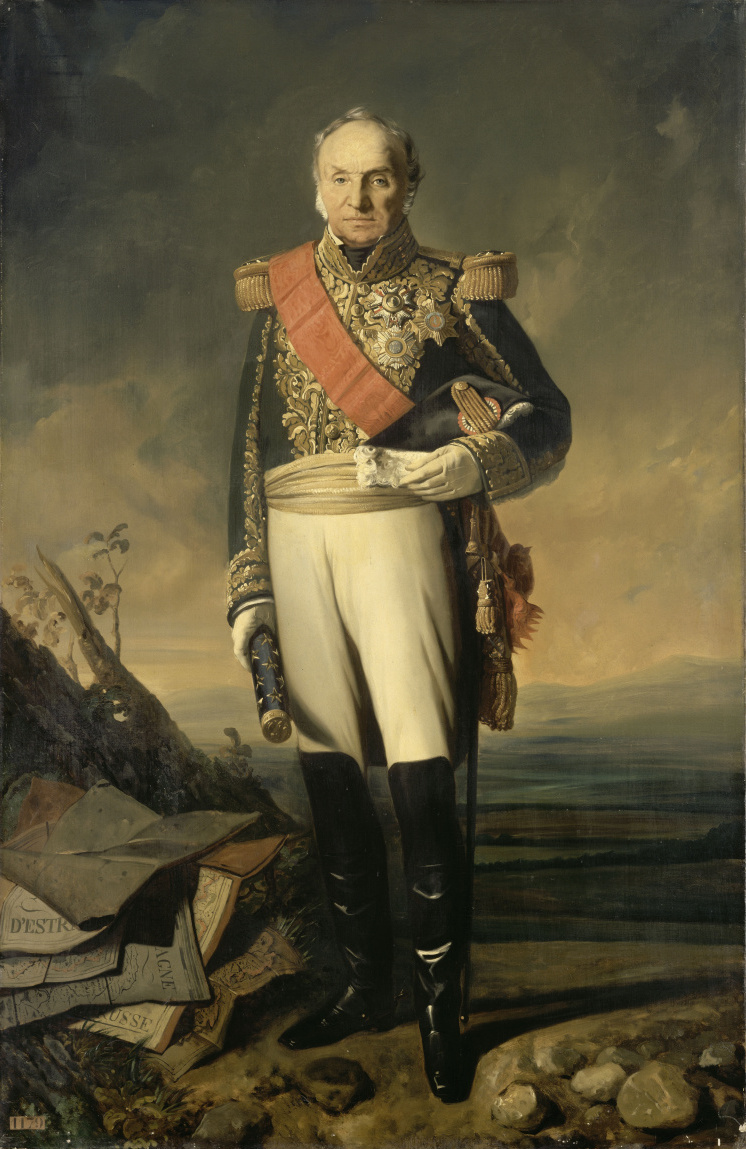
جان بابتيست درويت ، إيرل إيرلون ، مارشال فرنسا (1765-1844) ، تشارلز فيليب لاريفير ، 1844.

#### الفشل في الجزائر (1834-1835)
في يوليو 1834 ، تم تعيينه حاكمًا عامًا في الجزائر  ، وهو المنصب الذي كان أول من تقلده (كان أسلافه قادة عسكريين فقط للقوات الفرنسية في الجزائر). تتبنى بعض التدابير المفيدة، وتُنشئ مكاتب عربية وتقدم النظام البلدي. لقد تولى منصبه بينما أبرم الجنرال ديميشيلز، القائد في وهران، مع عبد القادر معاهدة (سرية جزئياً) تمنح الأمير فوائد كبيرة. في فبراير 1835 ، حلّت Drouet d'Erlon محل الجنرال Desmichels بالجنرال Trézel ، الذي اتبع سياسة مواتية للقبائل المعادية لعبد القادر، مما أدى إلى استئناف النزاع. عانى الجنرال تريزيل من فشل خطير خلال معركة ماكتا (28 يونيو 1835). في يوليو 1835 ، كان قد أعفي من مهامه من قبل الحاكم العام، الذي عوقب أيضًا قررت الحكومة استبداله بالجنرال كلوزيل ، لإدارة سياسة أكثر نشاطًا (سيعاني أيضًا من فشل في قسنطينة في عام 1836).

#### بعد الجزائر

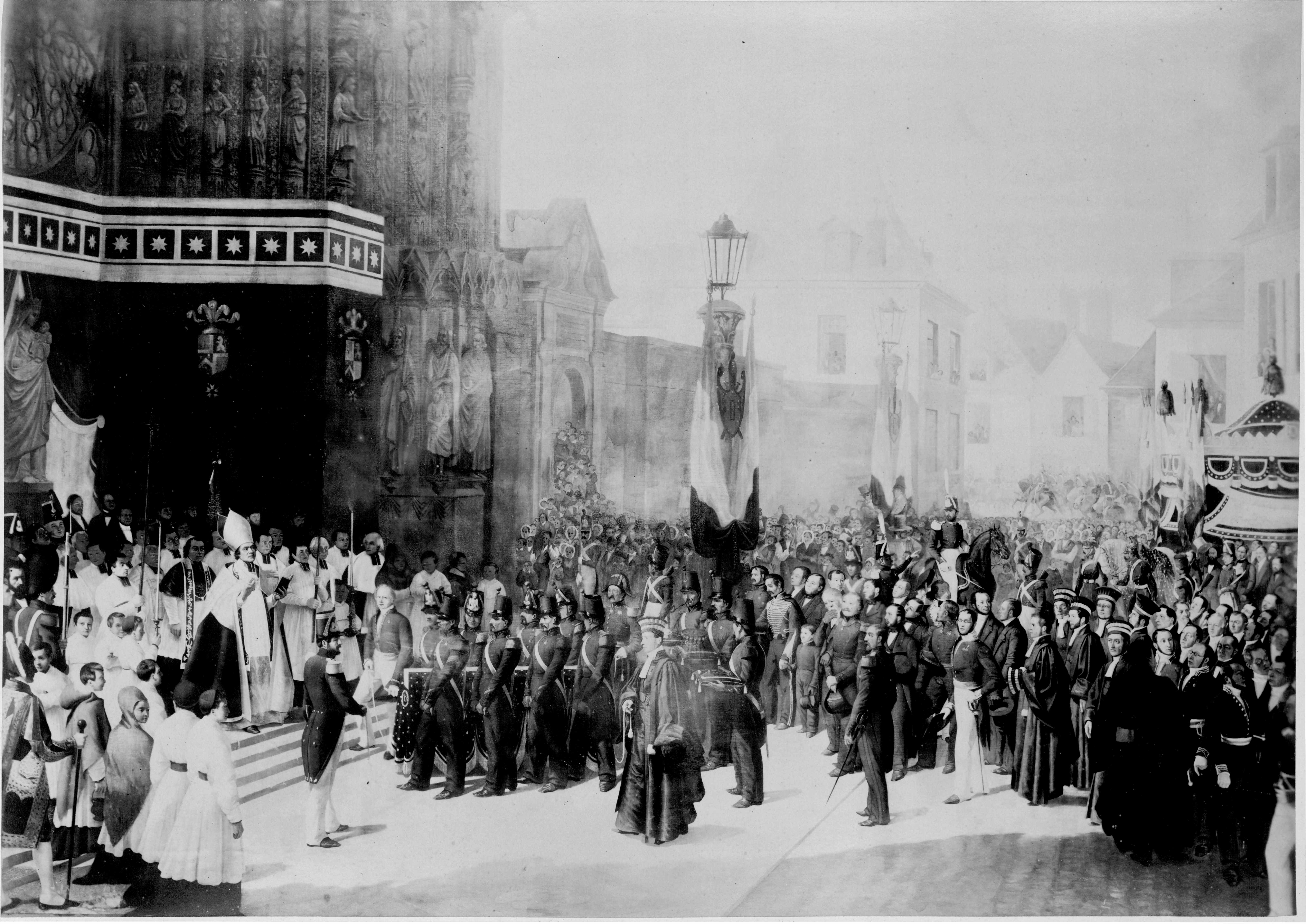
جنازة درويت ، بارسيل الكاتدرائية ، لوحة لفان دانجو ، مكتبة كارنيجي (ريمس).

تم تعيين درويت دورلون، الذي عاد إلى فرنسا، قائداً للفرقة العسكرية في نانت .
بموجب مرسوم ملكي بتاريخ 9 أبريل 1843 ، ارتقى إلى كرامة مارشال فرنسا قبل أشهر قليلة من وفاته. تم دفنه في المقبرة الشمالية في ريمس، كما تمنى. يتمتع بجنازة عظيما. يزين جيش من المنجدين من باريس الكاتدرائية بالشنق الذي كان يستخدم قبل بضعة أشهر في جنازة ابن لويس فيليب، في نوتردام باريس.

## المنشورات
كتب درويت سيرة ذاتية بعنوان " الحياة العسكرية" ، 1844 . يتم الاحتفاظ بالأوراق الشخصية لجان بابتيست درويت دورلون في الأرشيف الوطني كمعرض 28AP : جرد صندوق 28AP .

## الشعارات
| شخصية | أذاع |
|       | أسلحة إيرل إيرلون والإمبراطورية : ربع سنوي: في الأول، أرجنت المسؤول عن كانتون القوات العسكرية بخمس أشجار أزور، تراوحت حول أورلي ؛ 2nd ، جول، للأسد الأرجنتيني ؛ 3 ، جول، شيفرون أرجنت، لجنة التنسيق الإدارية. ثلاث نجوم من نفسه ؛ الرابع، أرجنت كانتون في قاعدة السين، أزور، مع خمسة أندية أزور، مرتبة حول أورلي., |
|       | أسلحة الكونت درويت دورلون، نظير فرنسا، مارشال فرنسا وغراند كروس أوف فيلق الشرف |

## ذكرى

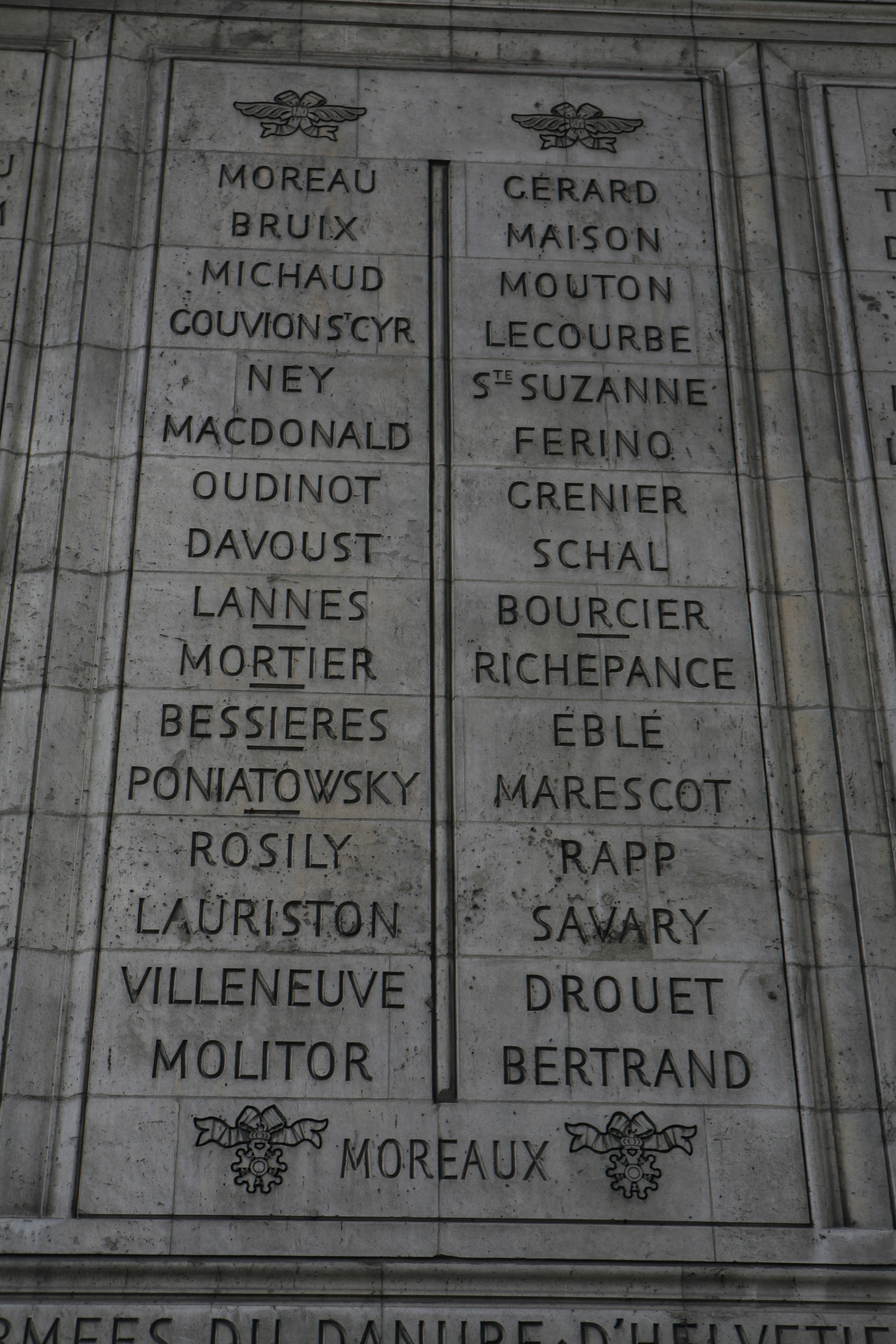
اسمه على قوس النصر.
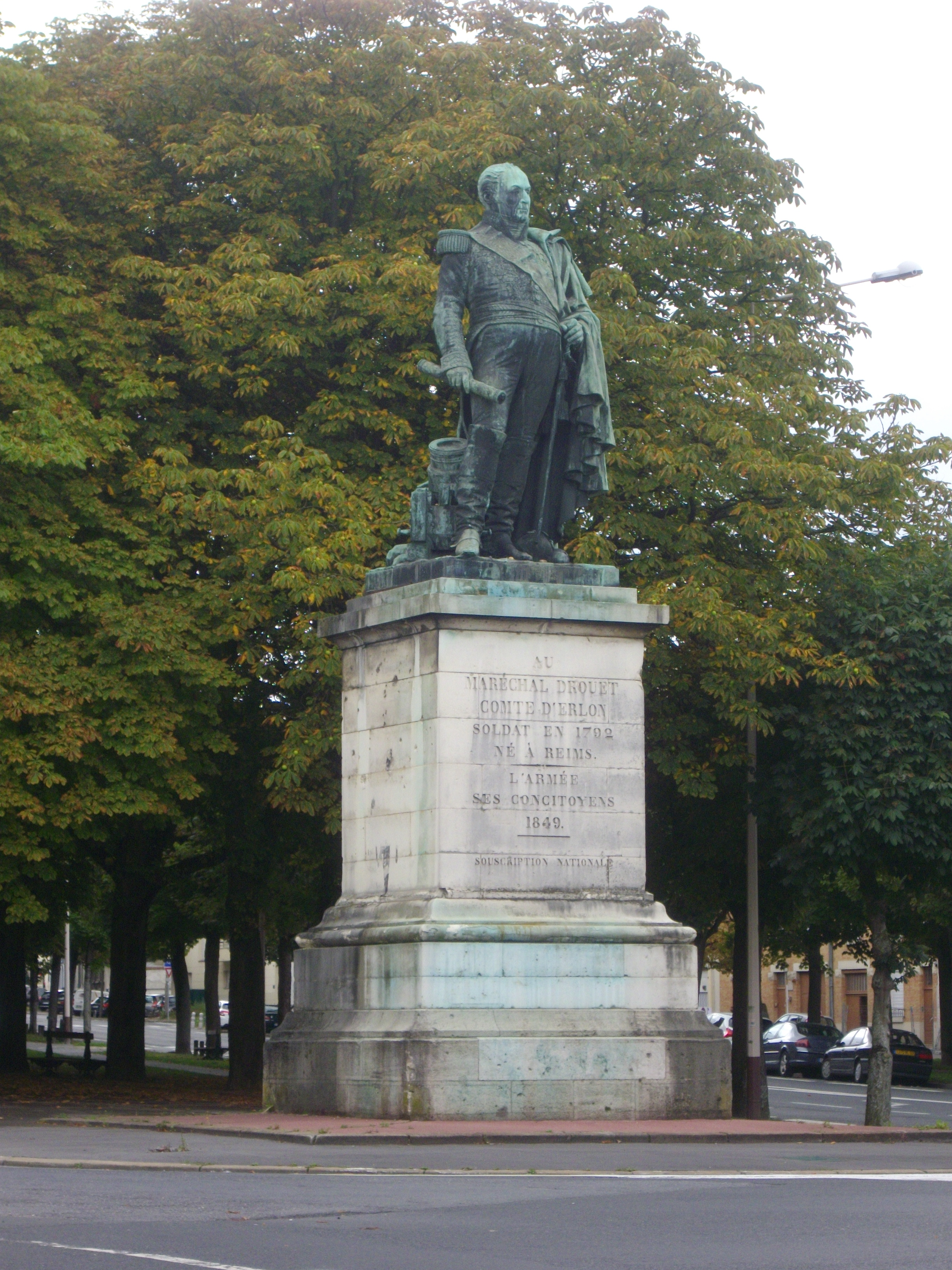
تمثال في ريمس.

 نقش اسمه تحت قوس النصر : هل عمود، 13 و 14 .
ساحة المشاة الرئيسية في ريمس، التي تقع قبالة المحطة، تحمل اسمه ( Place Drouet-d'Erlon ). تم افتتاح تمثاله، بسبب النحات لويس روشيت، الموجود في هذا المكان في شارع شاتيفيل، في 28 . لكي لا تنتقص من احتمال نافورة Subé الجديدة، تم نقلها 31 في زاوية شارعين فيكتور هوغو وهنري فاسنييه .
يحمل اسم rue d'Erlon في مدينة Nantes ( المعروف سابقًا باسم "rue du Palais-de-Justice") اسمًا منذ عام 1856. ويحتفظ معسكر أنشأه بالقرب من Boufarik في XIX التاسع عشر.   القرن اسم معسكر Erlon .

## روابط خارجية
- جان بابتيست درويت على موقع الموسوعة البريطانية (الإنجليزية)